# Bituriges Vivisques
Pour les articles homonymes, voir Bituriges.
Les Bituriges Vivisques (littéralement « Bituriges déplacés ») sont un peuple celte  qui contrôlait, depuis le port intérieur d'Avaricum, le trafic de l'étain amené d'Armorique et de Bretagne (Grande-Bretagne, Cornouailles).
Ce peuple est une partie des Bituriges et a été déplacé de la région de Bourges (chef lieu des Bituriges Cubes) vers l'embouchure de la Gironde, entre la fin de la guerre des Gaules et le règne d'Auguste. Bordeaux — antique Burdigala — était leur chef-lieu.

## Histoire
La première mention de leur nom est de Strabon qui indique que bien qu'ils soient sur le territoire de l'Aquitaine, ils ne paient pas d'impôts aux Aquitains. Pline l'Ancien les nomme « les Bituriges libres surnommés Vivisques ».
L'explication hypothétique de la séparation du peuple des Bituriges en deux groupes différents est que César aurait voulu les punir ainsi que les Santons de leur participation au soulèvement de 52 av. J-C. Mais cette explication n'est pas fondée car les cités des Santons et des Bituriges avaient le statut de cités libres (civitas libera).